# Florian Smakiqi
Florian Smakiqi (ur. 10 sierpnia 1998) – kosowski piłkarz grający na pozycji bramkarza. Od 4 stycznia 2022 roku jest wolnym zawodnikiem.

## Kariera klubowa
Zaczynał karierę w KF Feronikeli Glogovac, do pierwszego zespołu przedostał się w 2017 roku. Debiut zaliczył jednak później, 18 sierpnia 2018 roku w meczu przeciwko KF Trepca 89, zremisowanym 1:1, grając cały mecz. W sezonie 2018/2019 został mistrzem Kosowa.
19 sierpnia 2020 roku został wypożyczony do FC Prishtina, lecz włodarze Feronikeli ściągnęli go z powrotem 6 dni później.
4 stycznia 2022 roku został wolnym zawodnikiem. Łącznie w Glogovacu zagrał w 78 ligowych meczach.

## Kariera reprezentacyjna
Zagrał w 10 meczach w kadrze U-21. Także siedział na ławce podczas jednego meczu reprezentacji seniorów.